# I Am I
I Am I är ett brittiskt hårdrocksband från London grundat 2012 och frontat av före detta DragonForce-sångaren ZP Theart.

## Medlemmar

### Nuvarande medlemmar
- ZP Theart – sång (2012–)
- Rich Smith – trummor (2013–)
- Andrew Kopczyk  – gitarr (2014–)
- Gavin Owen – gitarr  (2014–)
- Dean Markham – basgitarr  (2014–)

### Tidigare medlemmar
- Paul Clark Jr. – trummor (2012)
- Jake Thorsen – gitarr (2012)
- Phil Martini – trummor (2012–2013)
- Jacob Ziemba – gitarr (2012–2014)
- Neil Salmon – basgitarr (2012–2014)
- Andy Midgley – gitarr (2013–2014)

### Turnerande medlemmar
- Greg Pullin – gitarr (2012)
- Rich Smith – trummor (2013)

## Diskografi
Studioalbum
- Event Horizon – 2012
- Age Of Anarchy – TBA

Singlar
- "You're the Voice" (John Farnham cover) – 2012
- "See You Again" – 2013